# Списак музеја Смитсонијан института
Смитсонијан музеји (енгл. Smithsonian museums) представљају највидљивији део Смитсонијан института Сједињених Америчких Држава. Чине их 20 музеја и галерија, као и Национални зоолошки парк. Од ових музеја, 17 се налази у Вашингтону, од чега је 11 смештено на Националном молу. Преостали музеји налазе се у Њујорку и Шантилу, у Вирџинији. Зграда уметности и индустрије отвара се само за посебне догађаје.
Оснивање Смитсонијан института започело је 1826. године, када је Џејмс Смитсон завештао своје богатство Сједињеним Америчким Државама. Смитсон је преминуо 1829. године, а 1836. председник Ендру Џексон је обавестио Конгрес о његовом поклону, који је Конгрес прихватио. До 1838. године, више од 500.000 долара из завештања пребачено је у државну благајну. Након осам година, 1846. године, основан је Смитсонијан институт.
Прва зграда института, позната као Дворац (енгл. The Castle), завршена је 1855. године. Она је служила као дом за уметничку галерију, библиотеку, хемијску лабораторију, предаваонице, музејске галерије и канцеларије. У почетку, Смитсонијан је био усмерен на научна истраживања, а музејска делатност је имала мањи значај. Тек под вођством другог секретара института, Спенсера Фулертона Берда, Смитсонијан постаје прави музеј, значајно обогаћен експонатима са Стогодишње изложбе у Филаделфији. Приходи од изложби омогућили су изградњу Националног музеја, данашње Зграде уметности и индустрије, која је отворена 1881. године као први објекат намењен јавном излагању све бројнијих колекција.
Развој института био је спор до 1964. године, када је на чело дошао Сидни Дилон Рипли. Током његовог мандата, институт је проширен са осам нових музеја, а годишњи број посетилаца порастао је са 10,8 на 30 милиона. Овај период, који је трајао до Риплијеве оставке 1984. године, представљао је највећи раст у историји института. Данас Смитсонијан обухвата 20 музеја са око 137 милиона експоната, укључујући уметничка дела, природњачке примерке и културне артефакте. Сваке године ове музеје посети више од 25 милиона људи.

### Музеји
Од 20 Смитсонијан музеја, 11 се налази на Националном молу у Вашингтону, великом јавном парку који се простире између Линколновог меморијала и зграде Конгреса. Вашингтонски споменик налази се у центру парка. Шест музеја, укључујући Национални зоолошки парк, налази се на другим локацијама у Вашингтону. Два музеја смештена су у Њујорку, а један у Шантилу, Вирџинији.
Смитсонијан институт такође сарађује са више од 200 музеја широм Сједињених Америчких Држава, Панаме и Порторика, који се називају афилијатским музејима. Колекције експоната често се уступају овим музејима на дугорочне позајмице. Поред тога, Смитсонијан организује велики број путујућих изложби. Сваке године више од 50 изложби посети стотине градова широм Сједињених Америчких Држава.
Године 2020. Конгрес је одобрио оснивање два нова музеја: Националног музеја америчких Латиноса и Смитсонијан музеја историје жена. Ови музеји још нису основани, а Смитсонијан има рок од две године да изабере њихове локације.
| Институција                                                           | Врста колекције                                                    | Локација                 | Отварање   | Фотографија | Реф.          |
| --------------------------------------------------------------------- | ------------------------------------------------------------------ | ------------------------ | ---------- | --- | ------------- |
| Музеј заједнице Анакостија                                            | афроамеричка култура                                               | Вашингтон Анакостија     | 1967.      | A black and white picture of a one-story brick building. The entrance door is in the center of the building and three rows of white diamond shaped tiles decorate either side.                                                                                | [ 8 ]         |
| Галерија Артур М. Саклер (повезана са Галеријом Фриер)                | азиска уметност                                                    | Вашингтон Национални мол | 1987.      | A one-story symmetrical granite building with two green peaked roofs either side of center. The entrance door is on the left and a similar design is on the right made out of a slightly darker granite.                                                      | [ 9 ]         |
| Зграда уметности и индустрије                                         | простор за специјалне догађаје                                     | Вашингтон Национални мол | 1881.      | A long brick building is partial obscured by three trees. There is a central entranceway flanked by two towers, and a rotunda behind the entrance. | [ 10 ]        |
| Копер Хевит, Смитсонијански музеј дизајна                             | историја дизајна                                                   | Њујорк Музејска миља     | 1897.      | A three-story brick and stone building sits on a corner in New York City and is surrounded by a stone and wrought iron fence. | [ 11 ]        |
| Галерија уметности Фриер (повезана са Галеријом Саклер)               | азиска уметност                                                    | Вашингтон Национални мол | 1923.      | The entrance to a one-story stone Beaux Arts style building. It consists of three large arches with stairs going up to and through them. The entrance door sits behind the middle arch.                                                                       | [ 9 ]         |
| Хиршорн музеј и вртови скулптура                                      | савремена и модерна уметност                                       | Вашингтон Национални мол | 1974.      | A large, convexly curving, 3 story tall, gray wall punctured on the second floor by a long strip of windows and a short balcony. A large black and white sculpture of a paint stroke sits in front of the building, stretching from the ground to the balcony | [ 12 ]        |
| Национални музеј авијације и астронаутике                             | историја авијације и свемирских летова                             | Вашингтон Национални мол | 1946, 1976 | An angled view of a long, modern, stone building with seven bays, every other one being one story taller than the previous. | [ 13 ]        |
| Центар Стевен Ф. Удвар-Хази националног музеја авијације и астронауке | историја авијације и свемирских летова                             | Шантили, Вирџинија       | 2003.      | A large white building that resembles an airplane hangar. There is a large parking lot in the front with an enclosed glass bridge connecting it to the building.                                                                                              | [ 14 ]        |
| Национални музеј афроамеричке историје и културе                      | афроамеричка историја и култура                                    | Вашингтон Национални мол | 2003, 2016 | A three tiered golden colored building with no visible windows and a green lawn in front. | [ 15 ] [ 16 ] |
| Национални музеј афричке уметности                                    | афричка уметност                                                   | Вашингтон Национални мол | 1964, 1987 | A one-story symmetrical granite building with two green domed roofs either side of center. The entrance door is on the right and a similar design is on the left made out of a slightly darker granite.                                                       | [ 17 ]        |
| Национални музеј афричке уметности                                    | америчка историја                                                  | Вашингтон Национални мол | 1964.      | An oblique view of a white stone modernist building. The facade steps forward and then back 9 times, spread out equally across its front. | [ 18 ]        |
| Национални музеј америчких Индијанаца                                 | историја и уметност америчких Индијанаца                           | Вашингтон Национални мол | 2004.      | A large curving beige stone building with bands of windows delineating each floor. The curving roof line extends out beyond the building and steps back twice to reach the rest of the structure.                                                             | [ 19 ] [ 20 ] |
| Центар Џорџа Густава Хеја националног музеја америчких Индијанаца     | историја и уметност америчких Индијанаца                           | Њујорк Боулинг Грин      | 1994.      | An oblique view of a gray stone neoclassical building. There are 12 columns across the front of the building spaced equally except for the corners and on either side of the central door where they are doubled up.                                          | [ 19 ] [ 21 ] |
| Национални музеј природне историје                                    | природна историја                                                  | Вашингтон Национални мол | 1858, 1911 | An aerial view of a white stone neoclassical building. There is a large brown dome towards the front and center of the building where the entrance is. | [ 22 ]        |
| Национална галерија портрета                                          | портрети                                                           | Вашингтон Пен кварт      | 1968.      | A 3-story building. The first story is granite, while the second two are sandstone. There is a pedimented front with columns spanning the second and third floors and the entrance on the first.                                                              | [ 23 ] [ 24 ] |
| Национални поштански музеј                                            | поштанска служба Сједињених Држава; поштанска историја; филателија | Вашингтон Нома           | 1993.      | A white stone, classically designed, 4 story building. Doors are located at the corners of the building, on the second story with a grand staircase up to it, and are flanked by two ionic columns.                                                           | [ 25 ]        |
| Ренвик галерија                                                       | амерички занати и декоративна уметност                             | Вашингтон Лафает трг     | 1972.      | A 3-story, brick and red stone, second empire style building with a slate roof. The building is symmetrical with the entrance center and a blue and yellow banner on either side.                                                                             | [ 26 ]        |
| Смитсонијан музеј америчке уметности                                  | америчка уметност                                                  | Вашингтон Пен кварт      | 1968.      | A 3-story building. The first story is granite, while the second two are sandstone. There is a pedimented front with columns spanning the second and third floors and the entrance on the first.                                                              | [ 26 ]        |
| Зграда Смитсонијан института (Дворац)                                 | посетилачки центар и канцеларије                                   | Вашингтон Национални мол | 1855.      | A brick building, reminiscent of a castle, slightly obscured by bare trees. There is a large central tower with the entrance at its base as well as smaller tower at each corner of the building, each with a varying design.                                 | [ 27 ]        |
| Национални зоолошки парк (Национални зоолошки врт)                    | зоо врт                                                            | Вашингтон Рок Крик парк  | 1889.      | A 3 small square garden backed by a black iron fence with a cement statue of the word "ZOO" at its center.Two green banners with monkeys on them hang behind.                                                                                                 | [ 28 ]        |

Напомене
1. 1 2 3 4  Година када се музеј преселио у тренутну зграду

Интерактивна мапа